# AMX-32
AMX-32 ist die Typbezeichnung für einen französischen Kampfpanzer, der im Wesentlichen eine Weiterentwicklung des Kampfpanzers AMX-30 ist.

## Beschreibung
Die Entwicklungsarbeiten am AMX-32 begannen im Jahr 1972. Vorbild war der AMX-30-Panzer, dem der AMX-32 äußerlich stark ähnelt. Der erste Prototyp war 1982 fertiggestellt und wurde umfangreich getestet. Der Hauptunterschied lag in der stärkeren Panzerung und im verbesserten Feuerleitsystem des AMX-32. Ein Nachteil gegenüber dem AMX-30 war das deutlich höhere Gewicht und die im Vergleich dazu verhältnismäßig schwache Motorisierung. Der AMX-32 war hauptsächlich für den Export gedacht. Eine Serienproduktion blieb aber mangels Kaufinteressenten aus – der Panzer kam über das Prototypenstadium nicht hinaus.

## Technik
Der AMX-32 konnte entweder mit einer nicht-stabilisierten 105-mm-Kanone (wie auch beim AMX-30) oder mit einer 120-mm-Kanone bestückt werden – beide im Standard-NATO-Kaliber. Als Sekundärbewaffnung standen ein 7,62-mm-MG sowie eine 20-mm-Maschinenkanone zur Verfügung.
Für die Motorisierung des Panzers waren zwei Motoren vorgesehen. Dies waren ein Vielstoffmotor Hispano-Suiza HS-110, der bereits beim AMX-30 Verwendung fand sowie ein leistungsgesteigerter HS-110-S2-Dieselmotor, der 780 PS entwickelte und der stärkere der beiden Motoren war. Das Chassis blieb bis auf geringe Veränderung gleich dem des AMX-30.